# Marina Poydenot
Marina Poydenot, née en 1968, est une poétesse, musicienne, chanteuse, théologienne et bibliste française. Sœur consacrée dans la Communauté du Chemin Neuf, elle y est engagée depuis 1989.

## Biographie
Marina Poydenot grandit à Paris dans une famille catholique non pratiquante. Elle est marquée jeune par le décès de sa mère, qui provoque une crise existentielle à l'âge de dix-neuf ans.
Elle se convertit au catholicisme à vingt-et-un ans et entre dans la Communauté du Chemin Neuf, où elle s'engage à vie en 1999. Elle entreprend par la suite des études de théologie et d'exégèse biblique.

## Carrière artistique et théologique
Elle dirige la chorale internationale du Chemin Neuf, comptant 350 chanteurs, à partir de 1997. Dans les années 2000 et 2010, son répertoire s'oriente plus sur des petites formations. Elle produit en 2008 l'album Paris n'est pas d'ici.
Licenciée en exégèse biblique à l'Institut biblique pontifical, Marina Poydenot enseigne cette matière au Centre Sèvres, plus particulièrement sur des livres précis (Proverbes, Cantique des cantiques, Osée) ou en lien avec des lectures qu'ont faite des artistes de la Bible (Marc Chagall).
En tant que poétesse, elle publie en 1999 le recueil Petit théâtre d'incarnation. En 2012, elle crée un spectacle mettant en musique l'œuvre du poète polonais Jan Twardowski. En 2017, elle crée, avec la compagnie Le Puits, un spectacle de musique, danse et ombres chinoises sur le Cantique des Cantiques,. Le 17 décembre 2022 paraît un album de musique nommé Nativité trio, mélange entre chanson française et musique du monde, composé et interprété avec les musiciens Romain Feron et Ferenc Virag.
En 2022, elle publie le recueil D'un pas de flamme, qui tente l’élaboration d’une poésie approchant plus littéralement la parole et les personnages de la Bible en tentant une nouvelle formulation. Le journaliste Robert Migliorini estime que ce recueil porte « un renouveau d’une poésie chrétienne, dépouillée des lourdeurs grâce au regard amoureux porté sur chaque chose, chaque émotion ».